# Episodi di The Curse
La prima stagione delle serie televisiva The Curse, composta da 10 episodi, è stata trasmessa negli Stati Uniti d'America, dal 12 novembre 2023 al 14 gennaio 2024 sul canale via cavo Showtime. Inoltre, gli episodi sono stati resi disponibili anche su Paramount+ dal 10 novembre 2023 al 12 gennaio 2024.
In Italia, la stagione è stata pubblicata dall'11 novembre 2023 al 13 gennaio 2024 sul servizio di streaming on-demand Paramount+.
| nº | Titolo originale               | Titolo italiano                   | Prima TV USA     | Pubblicazione Italia |
| -- | ------------------------------ | --------------------------------- | ---------------- | -------------------- |
| 1  | Land of Enchantment            | La terra dell'incanto             | 12 novembre 2023 | 11 novembre 2023     |
| 2  | Pressure's Looking Good So Far | La pressione sembra buona per ora | 19 novembre 2023 | 18 novembre 2023     |
| 3  | Questa Lane                    | La casa a Questa Lane             | 26 novembre 2023 | 25 novembre 2023     |
| 4  | Under the Big Tree             | Sotto il grande albero            | 3 dicembre 2023  | 2 dicembre 2023      |
| 5  | It's a Good Day                | È una buona giornata              | 10 dicembre 2023 | 9 dicembre 2023      |
| 6  | The Fire Burns On              | Il fuoco si accende               | 17 dicembre 2023 | 16 dicembre 2023     |
| 7  | Self-Exclusion                 | Autoesclusione                    | 24 dicembre 2023 | 23 dicembre 2023     |
| 8  | Down and Dirty                 | Colpi bassi                       | 31 dicembre 2023 | 30 dicembre 2023     |
| 9  | Young Hearts                   | Giovani cuori                     | 7 gennaio 2024   | 6 gennaio 2024       |
| 10 | Green Queen                    | Regina verde                      | 14 gennaio 2024  | 13 gennaio 2024      |